# Terence Stamp
Terence Stamp (n. 22 iulie 1938, Greater London, Anglia, Regatul Unit – d. 17 august 2025, Londra, Regatul Unit) a fost un actor britanic.

## Filmografie

### Film
| An   | Titlu                                            | Rol                                            | Note |
| ---- | ------------------------------------------------ | ---------------------------------------------- | --- |
| 1962 | Billy Budd                                       | Billy Budd                                     | Golden Globe Award for New Star of the Year - Actor Nominalizare—Academy Award for Best Supporting Actor Nominalizare—BAFTA Award for Best Newcomer |
| 1962 | Term of Trial                                    | Mitchell                                       | |
| 1965 | The Collector                                    | Freddie Clegg                                  | Best Actor Award (Cannes Film Festival) |
| 1966 | Modesty Blaise                                   | Willie Garvin                                  | |
| 1967 | Poor Cow                                         | Dave Fuller                                    | |
| 1967 | Far from the Madding Crowd                       | Sgt. Francis 'Frank' Troy                      | |
| 1968 | Blue                                             | Blue                                           | |
| 1968 | Spirits of the Dead                              | Toby Dammit                                    | |
| 1968 | Teorema                                          | The Visitor                                    | |
| 1970 | The Mind of Mr. Soames                           | John Soames                                    | |
| 1971 | A Season in Hell                                 | Arthur Rimbaud                                 | |
| 1975 | The Divine Nymph                                 | Dany di Bagnasco                               | |
| 1975 | Hu-man                                           | Terence                                        | |
| 1976 | Striptease                                       | Alain                                          | |
| 1977 | Black-Out                                        | Edgar Poe                                      | |
| 1978 | Superman                                         | General Zod                                    | |
| 1979 | Meetings with Remarkable Men                     | Prince Lubovedsky                              | |
| 1979 | Together?                                        | Henry                                          | |
| 1980 | Superman II                                      | General Zod                                    | |
| 1981 | Jules Verne's Mystery on Monster Island          | J.R. Taskinar/Skinner                          | |
| 1982 | Morte in Vaticano                                | Padre Andreani, later Pope Giovanni Clemente I | |
| 1984 | The Hit                                          | Willie Parker                                  | Mystfest for Best Actor (Împărțit cu John Hurt și Tim Roth) |
| 1984 | The Company of Wolves                            | The Devil                                      | nemenționat |
| 1986 | Legal Eagles                                     | Victor Taft                                    | |
| 1986 | Link                                             | Dr. Steven Phillip                             | |
| 1986 | Hud                                              | Edward                                         | |
| 1987 | The Sicilian                                     | Prince Borsa                                   | |
| 1987 | Wall Street                                      | Sir Larry Wildman                              | |
| 1988 | Young Guns                                       | John Tunstall                                  | |
| 1988 | Alien Nation                                     | William Harcourt                               | |
| 1990 | Genuine Risk                                     | Paul Hellwart                                  | |
| 1991 | Beltenebros                                      | Darman                                         | Silver Bear for Best Actor at the 42nd Berlin International Film Festival |
| 1993 | The Real McCoy                                   | Jack Schmidt                                   | |
| 1994 | The Adventures of Priscilla, Queen of the Desert | Bernadette Bassenger                           | Seattle International Film Festival Award for Best Actor Nominalizare—Australian Film Institute Award for Best Actor in a Leading Role Nominalizare—BAFTA Award for Best Actor in a Leading Role Nominalizare—Golden Globe Award for Best Actor - Motion Picture Musical or Comedy |
| 1996 | Limited Edition                                  | Edward Lamb                                    | (Tiré à Part) |
| 1997 | Love Walked In                                   | Fred Moore                                     | |
| 1997 | Bliss                                            | Baltazar                                       | |
| 1999 | The Limey                                        | Wilson                                         | Satellite Award for Best Actor - Motion Picture Drama Nominalizare—Independent Spirit Award for Best Male Lead Nominalizare—Las Vegas Film Critics Society Award for Best Actor |
| 1999 | Star Wars: Episode I – The Phantom Menace        | Supreme Chancellor Finis Valorum               | |
| 1999 | Bowfinger                                        | Terry Stricter                                 | |
| 1999 | Kiss the Sky                                     | Kozen                                          | |
| 2000 | Red Planet                                       | Dr. Bud Chantilas                              | |
| 2001 | Revelation                                       | Magnus Martel                                  | |
| 2001 | My Wife Is an Actress                            | John                                           | |
| 2002 | Full Frontal                                     | Man on Plane/Himself                           | |
| 2002 | Fellini: I'm a Born Liar                         | Rolul său                                      | Documentar |
| 2003 | My Boss's Daughter                               | Jack Taylor                                    | |
| 2003 | The Kiss                                         | Philip Naudet                                  | |
| 2003 | The Haunted Mansion                              | Ramsley                                        | |
| 2004 | Dead Fish                                        | Samuel Fish                                    | |
| 2005 | Elektra                                          | Stick                                          | |
| 2005 | These Foolish Things                             | Baker                                          | |
| 2006 | September Dawn                                   | Brigham Young                                  | |
| 2006 | Superman II: The Richard Donner Cut              | General Zod                                    | |
| 2008 | Wanted                                           | Pekwarsky                                      | |
| 2008 | Flowers and Weeds                                | Storyteller                                    | |
| 2008 | Get Smart                                        | Siegfried                                      | |
| 2008 | Yes Man                                          | Terrence Bundley                               | |
| 2008 | Valkyrie                                         | Ludwig Beck                                    | |
| 2010 | Ultramarines: A Warhammer 40,000 Movie           | Captain Severus                                | Doar rol de voce |
| 2011 | The Adjustment Bureau                            | Thompson                                       | |
| 2012 | Song for Marion                                  | Arthur                                         | Beijing International Film Festival for Best Actor Nominalizare—BIFA Award for Best Performance by an Actor in a British Independent Film |
| 2013 | The Art of the Steal                             | Samuel Winter                                  | |
| 2014 | Big Eyes                                         | John Canaday                                   | |
| 2016 | Miss Peregrine's Home for Peculiar Children      | Abraham "Abe" Portman                          | |
| 2017 | Crooked House                                    | Chief Inspector Taverner                       | |
| 2017 | Bitter Harvest                                   | Ivan                                           | |
| 2018 | Viking Destiny                                   | Odin                                           | |
| 2019 | Murder Mystery                                   | Malcolm Quince                                 | |
| 2021 | Last Night in Soho                               | The Silver Haired Gentleman                    | |

### Televiziune
| An        | Titlu                | Rol                     | Note                                                     |
| --------- | -------------------- | ----------------------- | -------------------------------------------------------- |
| 1978      | The Thief of Baghdad | Wazir Jaudur            | Film TV                                                  |
| 1983      | Chessgame            | David Audley            | serial TV                                                |
| 1986      | The Cold War Killers | David Audley            | Film TV                                                  |
| 1997-1998 | The Hunger           | Gazdă                   | serial TV                                                |
| 2003–2011 | Smallville           | Jor-El                  | serial TV, (rol de voce) 23 episoade                     |
| 2003      | Static Shock         | Dennis/Professor Menace | serial TV, (rol de voce) Episodul: "Blast from the Past" |
| 2020      | His Dark Materials   | Giacomo Paradisi        | serial TV Episodul: "Tower of the Angels"                |

### Jocuri video
| An   | Titlu                          | Rol              | Note                                |
| ---- | ------------------------------ | ---------------- | ----------------------------------- |
| 2004 | The Getaway: Black Monday      | Narator          | Narator din spatele scenelor video. |
| 2006 | The Elder Scrolls IV: Oblivion | Mankar Camoran   |                                     |
| 2007 | Halo 3                         | Prophet of Truth | [ 9 ]                               |
| 2009 | Wanted: Weapons of Fate        | Pekwarsky        | [ 9 ]                               |

### Teatru
| An     | Titlu                               | Rol                             | Teatru                        |
| ------ | ----------------------------------- | ------------------------------- | ----------------------------- |
| 1959   | The Long and the Short and the Tall | Private Samuel 'Sammy' Whitaker | UK Tour                       |
| 1960   | This Year, Next Year                | Charlie                         | Vaudeville Theatre, West End  |
| 1964–5 | Alfie!                              | Alfie                           | Morosco Theatre, Broadway     |
| 1978   | Dracula                             | Count Dracula                   | Shaftesbury Theatre, West End |
| 1979   | The Lady from the Sea               | A Stranger                      | Roundhouse, West End          |